# Бет, Лола
Лола Бет (нем. Lola Beeth; 23 ноября 1862, Краков — 18 марта 1940, Берлин) — австрийская оперная певица (сопрано).
Училась в Вене у Луизы Дустман, затем в Париже у Полины Виардо. В 1882 г. дебютировала на сцене Берлинской придворной оперы в партии Эльзы («Лоэнгрин» Рихарда Вагнера) и оставалась солисткой этого театра до 1888 года, когда перешла в Венскую императорскую оперу, с которой была связана на протяжении всей дальнейшей карьеры. Много выступала под руководством Густава Малера в бытность его венским капельмейстером. Гастролировала также в Лондоне, Париже, Лейпциге, в 1895 г. в той же партии Эльзы дебютировала на сцене нью-йоркской Метрополитен Опера, вызвав осторожно-скептический отзыв рецензента, отмечавшего, что солистка слишком нервничает и поэтому выглядит не лучшим образом. Вообще предпочитала вагнеровский репертуар, в том числе Зиглинду в «Валькирии» и Венеру в «Тангейзере». Оставила сцену в 1902 году.

## Примечания

Лола Бет, из публикации 1895 года.